# Centaurea hermannii
Centaurea hermannii — вид рослин роду волошка (Centaurea), з родини айстрових (Asteraceae).

## Опис рослини
Це багаторічна рослина. Стебло 30–60 см, прямовисне, зазвичай просте. Листки маловолосисті; прикореневі та нижні на ніжках, як правило, ліроподібні, з великими ланцетними кінцевими сегментами та 2–5 парами менших бічних сегментів або часточок, рідше нижні листки перисті; серединні з меншою кількістю бічних сегментів або як і верхні лінійно-ланцетні, сидячі. Кластер філаріїв (приквіток) 18–22 × 12–15 мм; придатки невеликі, коричневі, широко трикутні. Квітки жовті. Сім'янки 4.5–5 мм; папус 8–10 мм, внутрішній ряд 0.5–1.5 мм. Період цвітіння: червень — липень.

## Середовище проживання
Ендемік пн.-зх. Туреччини (Анатолія). Населяє макі, ліси Quercus, на висотах 100–500 метрів.